# Beachside
Beachside est une ville située sur l'île de Terre-Neuve dans la province de Terre-Neuve-et-Labrador au Canada. La population y était de 183 habitants en 2006. À ses débuts, la communauté consistait principalement de pêcheurs et de mineurs. Aujourd'hui, la plupart des gens vont à l'extérieur pour travailler. La communauté de Beachside, autrefois connue sous le nom de Brookside, fut établie dans les années 1800 lors de l'établissement de la mine à Little Bay.

## Annexe